# NVLink
NVLink，是輝達（NVIDIA）開發並推出的一種匯流排及其通訊協定。NVLink採用點對點結構、串列傳輸，用於中央處理器（CPU）與圖形處理器（GPU）之間的連接，也可用於多個NVIDIA圖形處理器之間的相互連接。當前配備並使用NVLink的產品業已發布，多為針對高效能運算應用領域，像是輝達的Tesla P100運算卡。

## 應用
2016年4月5日，輝達發布了基於Pascal架構的GP100晶片以及基於該晶片的Tesla P100運算卡，配備有NVlink。輝達官方認為這款處理器產品適用於資料中心及超級電腦的深度學習當中。
美國能源部也與NVIDIA以及IBM合作，建造兩組超級電腦「Summit」（用以取代泰坦）以及「Sierra」。這兩組超級電腦，其各自的節點互聯也採用NVLink，系統互聯則採用InfiniBand Dual Rail EDR（頻寬23GB/s），它們用以將POWER9 CPU與基於Volta架構的GPGPU連接。
一些客制低成本超級工作站/小型電腦的解決方案，像是Fastra II，也會考慮採用NVLink。現時的Fastra被認為其使用的SLI多GPU互聯的頻寬，已經不敷使用。

## 其它類似的匯流排
- SLI
- Intel QuickPath Interconnect
- PCI Express
- HyperTransport
- InfiniBand

## 資料來源
1. ↑  . Nvidia. 2014-11-14  [2016-04-23]. （原始内容存档于2016-03-02）.
2. 1 2  bolvar. . expreview.com.   [2016-04-23]. （原始内容存档于2016-04-19）.
3. ↑  . 2016-04-05  [2016-04-23]. （原始内容存档于2017-05-07）.
4. ↑   (PDF). 2014-11-01  [2016-04-23]. （原始内容 (PDF)存档于2017-04-21）.
5. ↑  . AnandTech. 2014-11-17  [2016-04-23]. （原始内容存档于2021-07-28）.